# Libertad (film)
Pour les articles homonymes, voir Libertad.
Pour plus de détails, voir Fiche technique et Distribution.
Libertad est un film dramatique belgo-espagnol réalisé par Clara Roquet et sorti en 2021.

## Fiche technique
Sauf indication contraire, les informations mentionnées dans cette section peuvent être confirmées par la base de données cinématographiques IMDb,  présente dans la section « Liens externes ».
- Titre original : Libertad
- Réalisation : Clara Roquet
- Scénario : Clara Roquet et Eduard Sola
- Musique : Paul Tyan
- Décors : Marta Bazaco
- Costumes :
- Photographie : Gris Jordana
- Montage : Ana Pfaff
- Production : Tono Folguera, Sergi Moreno, Stefan Schmitz et María Zamora
  - Coproduction : Katleen Goossens
- Sociétés de production : Avalon Films, Lastor Media et Bulletproof Cupid
- Société de distribution : Epicentre Films
- Pays de production :  Espagne et  Belgique
- Langues originales : français et espagnol
- Format : couleur — 2,35:1
- Genre : drame
- Durée : 100 minutes
- Dates de sortie :
  - France : 8 juillet 2021 (Festival de Cannes) ; 6 avril 2022 (sortie nationale)
  - Espagne : 23 octobre 2021 (Festival de Valladolid) ; 19 novembre 2021 (sortie nationale)
  - Belgique : 20 octobre 2021 (Gand)

## Distribution
- María Morera : Nora
- Nicolle García : Libertad
- Vicky Peña : Àngela
- Nora Navas : Teresa
- Carol Hurtado : Rosana
- Carlos Alcaide : Manuel
- María Rodríguez Soto : Isa
- David Selvas : Santi
- Óscar Muñoz : Ricard
- Mathilde Legrand: Julie

## Sortie

### Accueil critique
En France, le site Allociné propose une moyenne de 3,4/5 à partir de l'interprétation des critiques de presse recensées.

## Distinctions

### Récompenses
- Goyas 2022 :
  - Meilleure actrice dans un second rôle pour Nora Navas
  - Meilleur nouveau réalisateur
- Prix Gaudí 2022[2] :
  - Meilleur film en langue non-catalane
  - Meilleur scénario
  - Meilleure actrice pour María Morera
  - Meilleure photographie

### Nominations
- Feroz 2022 :
  - Meilleur film dramatique
  - Meilleur réalisateur
  - Meilleur scénario
  - Meilleure affiche
- Goyas 2022 :
  - Meilleur film
  - Meilleur espoir féminin pour Nicolle García
  - Meilleur scénario original
  - meilleure photographie
- Prix Gaudí 2022 :
  - Meilleur réalisateur
  - Meilleure actrice dans un second rôle pour Nora Navas
  - Meilleure actrice dans un second rôle pour Vicky Peña
  - Meilleure direction artistique
  - Meilleur montage
  - Meilleure musique
  - Meilleur maquillage

### Sélections
- Festival de Cannes 2021 : sélection à la Semaine de la critique
- Festival du cinéma méditerranéen de Montpellier 2021 : sélection en compétition
- Festival MyMetaStories 2023 : longs métrages sélectionnés par Unifrance[3]